# Pararguda
Pararguda là một chi bướm đêm trong họ Lasiocampidae.